# Argiolestes montivagans
Argiolestes montivagans är en trollsländeart som först beskrevs av W. Foerster 1900.  Argiolestes montivagans ingår i släktet Argiolestes och familjen Megapodagrionidae. Inga underarter finns listade i Catalogue of Life.